# CBC Banque & Assurance
 (février 2013).
Pour les articles homonymes, voir CBC.
CBC Banque est une filiale de KBC Group, groupe belge international. En 2016, ses agences de Bruxelles sont reprises par KBC Group. Elle est présente en Wallonie hors cantons germanophones avec un réseau d’agences bancaires et d’assurances ainsi que des Centres de banque privée.

## Historique
CBC Banque & Assurance est née de la fusion, en 1998, du Crédit Général, d’ABB-assurances et de la Banque CERA.
En 2016, la banque est scindée en deux : KBC Brussels pour Bruxelles et CBC pour la Wallonie, dont le siège social est déplacé à Namur en 2018.